# Самолетна катастрофа край Мартас Винярд през 1999 г.
На 16 юли 1999 г. Джон Кенеди-младши е убит, когато лекият самолет, който управлява, се разбива в Атлантическия океан край Мартас Винярд, Масачузетс. Съпругата на Кенеди Каролин Бесет и снаха му Лорън Бесет също са на борда и са убити в катастрофата. Самолетът „Пайпър Саратога“ излита от летище „Есекс Каунти“ в Ню Джърси; предвиденият му маршрут е по крайбрежието на Кънектикът и през Роуд Айлънд Саунд до летище „Мартас Винярд“. Машината се разбива с носа напред в Атлантическия океан.
Официалното разследване на Националния борд за безопасност на транспорта заключава, че Джон Кенеди става жертва на пространствена дезориентация, докато се спуска над водата през нощта и вследствие на това губи контрол над самолета си. Кенеди няма квалификация за летене по прибори и следователно е сертифициран да лети само по правилата за визуални полети. По време на катастрофата метеорологичните и светлинните условия са такива, че всички основни ориентири са затъмнени, което прави визуалния полет предизвикателство, въпреки че законово все още е допустимо.
Сутринта на 22 юли 1999 г. роднините донасят кремираните останки на Джон Кенеди-младши на боен кораб, по-късно прахът му е разпръснат в Атлантическия океан край бреговете на Мартас Винярд. Президентът Бил Клинтън нарежда знамето на Белия дом да бъде спуснато наполовина в чест на Кенеди. Последната воля и завещанието на Кенеди, подписано 18 месеца преди смъртта му, постановява, че всички негови лични вещи, имущество и притежания трябва да бъдат „разпределени поравно“ между двете му племенници, Роуз и Татяна, и племенника Джон, които са сред 14 бенефициенти в завещанието.